# Zivko Edge 540
O Zivko Edge 540, produzido pela Zivko Aeronautics, é uma aeronave voltada para acrobacias aéreas. Uma versão de dois lugares foi desenvolvida e vendida com a designação de Edge 540T.
O Zivko Edge 540 é o avião mais usado no Red Bull Air Race.